# Сенной (Краснодарский край)

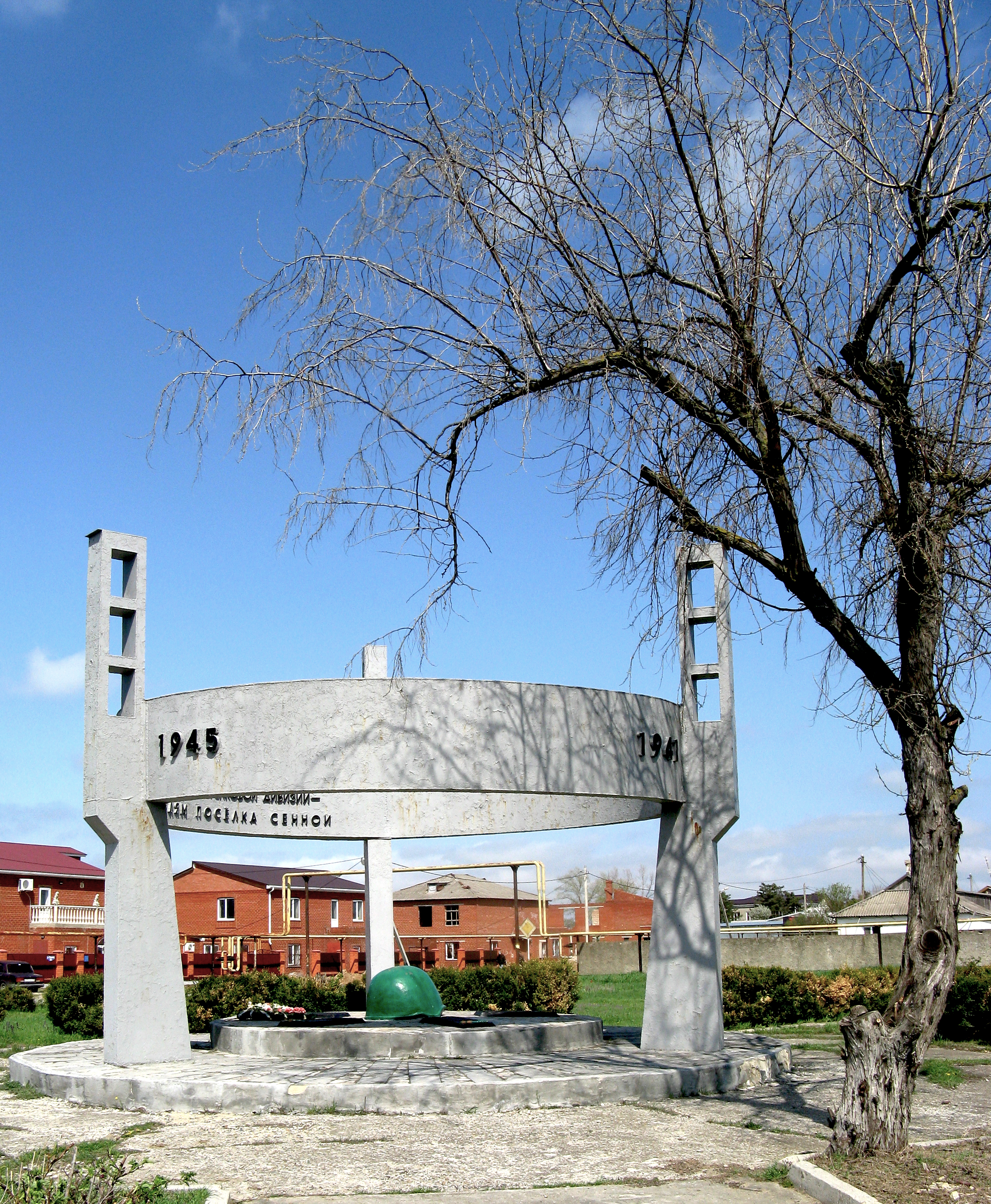
Памятник участникам войны (Брандербургской, Краснознаменной, ордена Суворова 2-й степени стрелковой дивизии", освободителям пос. Сенной")

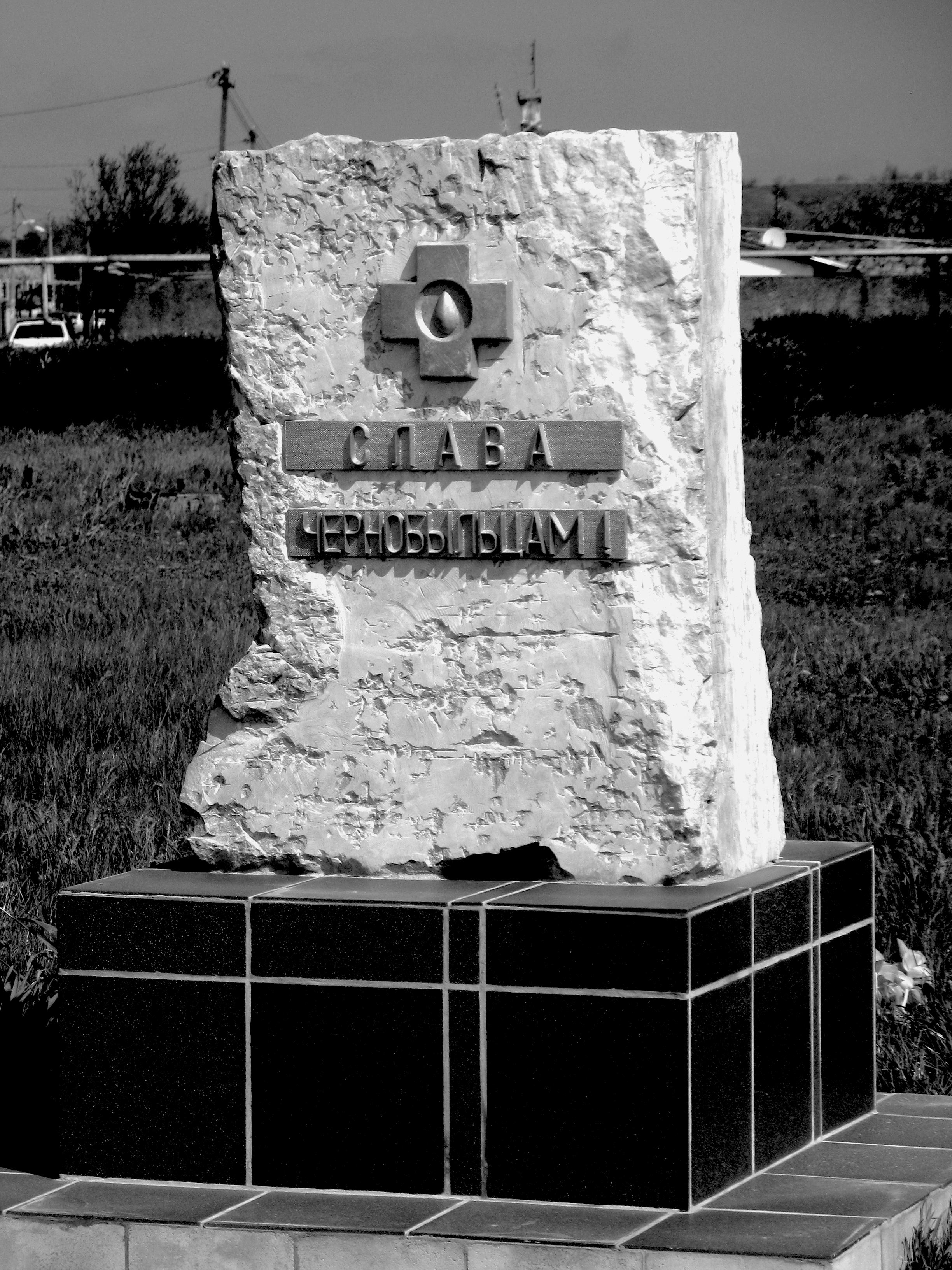
Памятник жертвам Чернобыля

Сенной — посёлок сельского типа в Темрюкском районе Краснодарского края. Административный центр Сенного сельского поселения.
В посёлке находится одно из крупнейших винодельческих предприятий Темрюкского района — ОАО АПФ «Фанагория».

## География
Посёлок расположен на берегу Таманского залива, приблизительно посредине между станицами Тамань и Голубицкая. Расстояние до Тамани составляет 20−22 км, а до Голубицкой — около 28 км.
До Темрюка от поселка по трассе около 36 км, до Анапы — 60−65 км, до Крымска — 123 км, до Новороссийска — 112 км.

## Население
| 2002 | 2010  | 2021  |
| ---- | ----- | ----- |
| 4131 | ↘3735 | ↗4000 |

## История
Посёлок образован казаками Каневского куреня 5 июля 1794 года как почтовая станция с названием «Урочище Сенная Балка», немногим позже просто «станция Сенная».
Наиболее бурное развитие в поселке началось после строительства железнодорожной ветки, соединившей Сенной и порт Кавказ: в Сенном стали открываться новые предприятия, появился железнодорожный вокзал.

### Виноделие
В конце сентября 1959 года Совет Министров РСФСР принял постановление о развитии в крае виноградарства и организации целого ряда виноградарских совхозов и уже 12 октября в Сенном был организован совхоз «Фанагорийский», которому были переданы 2500 гектаров сельхозугодий колхоза имени Сталина.
В 1963 году завершилось строительство винно-сокового завода, который на тот момент был самым крупным в Советском Союзе и вторым в Европе по выпуску виноградного сока. В 1978 году совхоз и винно-соковый завод были объединены в мощное аграрно-промышленное предприятие — винсовхоз «Фанагорийский».
В конце 1991 года было принято постановление о реорганизации совхозов и создании акционерных обществ — так образовалось ОАО АПФ «Фанагория» которое является самым крупным многоотраслевым хозяйством Темрюкского района.

## Археология
- В 1940-х годах на Таманском полуострове у станицы Сенной было открыто приуроченное к одноименному песчаному карьеру местонахождение Цимбал, свидетельствующее об обитании в этих местах раннепалеолитических людей в интервале 1,5—0,78 млн л. н.[5]
- В 1950 году на Таманском полуострове, на территории МТС в районе посёлка Сенной, при рытье ямы под известь найдены три средневековые амфоры, наполненные на три четверти тёмной жидкостью, которая оказалась нефтью из месторождений на Керченском полуострове. Особенно заметным сходством обладает нефть из таманских амфор с нефтью Таганской, Коджаларской, Кармыш-Келичинской и Султанской антиклиналей. Сходным по общим контурам с таманскими амфорами оказался амфоровидный сосуд (корчага) из Гнёздова с древнейшей древнерусской кириллической надписью[6][7].